# La marijuana della mamma è la più bella
La marijuana della mamma è la più bella è un'opera teatrale di Dario Fo che affronta il tema della droga, andata in scena per la prima volta a Milano nel 1976.

## Trama
La vicenda si svolge in un appartamento della periferia milanese abitato abusivamente da una famiglia di origine meridionale composta da madre, figlio e nonno. Madre e nonno cercano di salvare il figlio-nipote dalla strada degli stupefacenti fingendo di entrare anch'essi nel tunnel della droga, in realtà indagando e cercando di capire le radici profonde del problema.

## Temi
Il problema della droga è affrontato in modo ironico e satirico. In un'intervista del 1978 fu chiesto a Fo quale messaggio intendesse proporre con questa commedia, ed egli rispose:
(Aldo Onorati, intervista a Dario Fo, luglio 1978)
La decisione di Dario Fo di affrontare il tema della droga derivò da un suggerimento del pubblico durante un incontro-dibattito in cui l'autore sottopose al giudizio alcuni suoi lavori da mettere ancora in scena. Racconta l'autore:
(Corriere di Informazione, 28 gennaio 1976)

## Accoglienza
Dopo la buona accoglienza del pubblico milanese, l'opera subì pesanti critiche durante le rappresentazioni a Roma nel giugno del 1976, soprattutto da parte di ambienti normalmente favorevoli all'autore che lo accusavano di logoramento a causa dell'eccessiva quantità di lavoro che si era imposto negli anni.